# Ramirás
Ramirás è un comune spagnolo di 1 571 abitanti situato nella comunità autonoma della Galizia.